# Alpestre
Alpestre este un oraș în Rio Grande do Sul (RS), Brazilia.